# László Mednyánszky

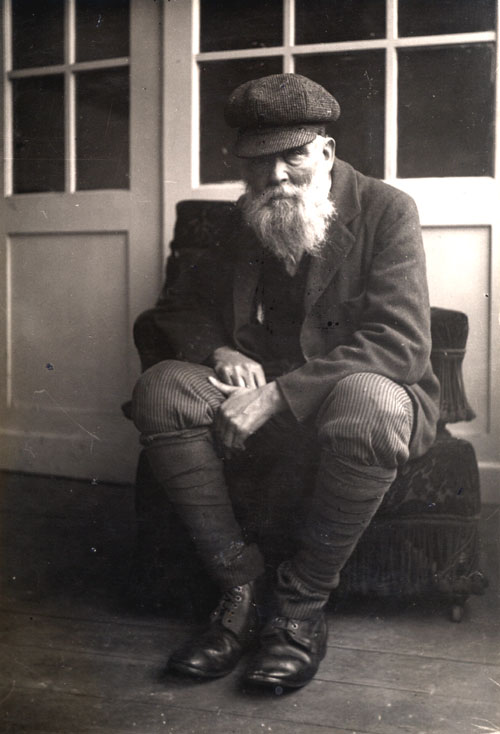
László Mednyánszky

László Baron Mednyánszky von Mednye und Medgyes (auch Ladislaus Josephus Balthasar Eustachius Mednyánszky, * 23. April 1852 in Bezkow; † 17. April 1919 in Wien) war ein ungarischer Landschaftsmaler.

## Leben
Mednyanszky stammte aus einer ungarischen Adelsfamilie, seine Eltern waren Gutsbesitzer. 1861 zog die Familie auf das Schloss seines Großvaters in Nagyőr (Strážky) bei Szepesbéla (heute ein Ortsteil) in der Slowakei. Mit elf Jahren erhielt er Unterricht von dem durchreisenden österreichischen Maler Thomas Ender. Er besuchte die Schule in Käsmark (ung. Késmárk), ging 1872/73 auf die Akademie der Bildenden Künste in München und bis 1875 auf die École des Beaux-Arts in Paris. Er malte eine Weile im Viertel Montmartre, stellte 1877 ein erstes Landschaftsbild in München aus und kehrte nach 1877 in seine Heimat zurück. Dort hielt es ihn aber nicht lange und für den Rest seines Lebens reiste er viel durch Europa (besonders aber in seiner Heimat Ungarn und der (heutigen) Slowakei). 1878 war er in Italien. Nach dem Tod seiner Mutter 1883 kehrte er nach Nagyőr zurück, wo er zurückgezogen lebte und 1887 beim Ausbruch einer Cholera-Epidemie half.

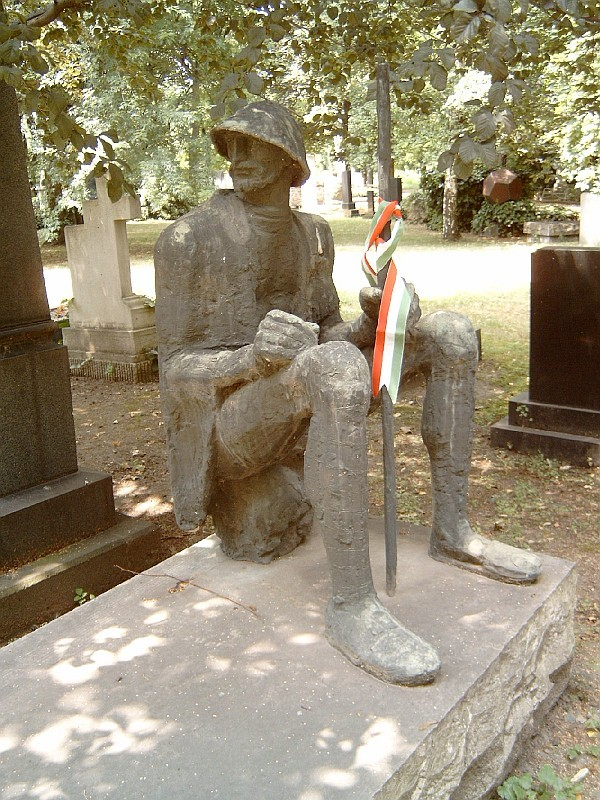
Grab von Mednyánszky auf dem Kerepesi Friedhof in Budapest

1888 erhielt er den Preis der Gesellschaft für Bildende Kunst in Budapest. 1889 bis 1892 lebte er überwiegend in Paris, kehrte aber bis etwa 1900 regelmäßig in seine Heimat zurück. 1895 starb sein Vater. 1897 hatte er eine erfolgreiche Einzelausstellung in der Galerie Georges Petit in Paris. 1905 bis 1911 lebte er in Budapest und danach in Wien.
Im Ersten Weltkrieg war er Kriegsmaler im k.u.k. Kriegspressequartier, wo er auf dem serbischen, russischen und italienischen Kriegsschauplatz künstlerisch tätig war. Einige Werke aus dieser Schaffensperiode befinden sich heute im Wiener Heeresgeschichtlichen Museum.
1918 kehrte er in seine Heimatstadt zurück, um sich von einer Kriegsverwundung zu erholen, lebte dann in Budapest und starb in Wien. Auf Wunsch der ungarischen Regierung wurde sein Leichnam 1966 nach Budapest umgebettet. Mednyánszky war homosexuell und hatte sein ganzes Leben Beziehungen mit Männern. Die längste und wichtigste, die mehrere Jahrzehnte dauerte, war mit Bálint Kurdi aus Vác.
Er war von den Impressionisten beeinflusst und malte überwiegend Landschaften und Szenen mit einfachen Leuten, oft aus seiner Heimat Nordostungarn (der heutigen Slowakei), der Hohen Tatra oder der Ungarischen Tiefebene.
Viele seiner Bilder und Skizzen sind in der Ungarischen Nationalgalerie in Budapest. Viele Arbeiten sind in der Slowakischen Nationalgalerie in Bratislava und auf Schloss Strážky bei Spišská Belá (heute ein Ortsteil).

## Galerie

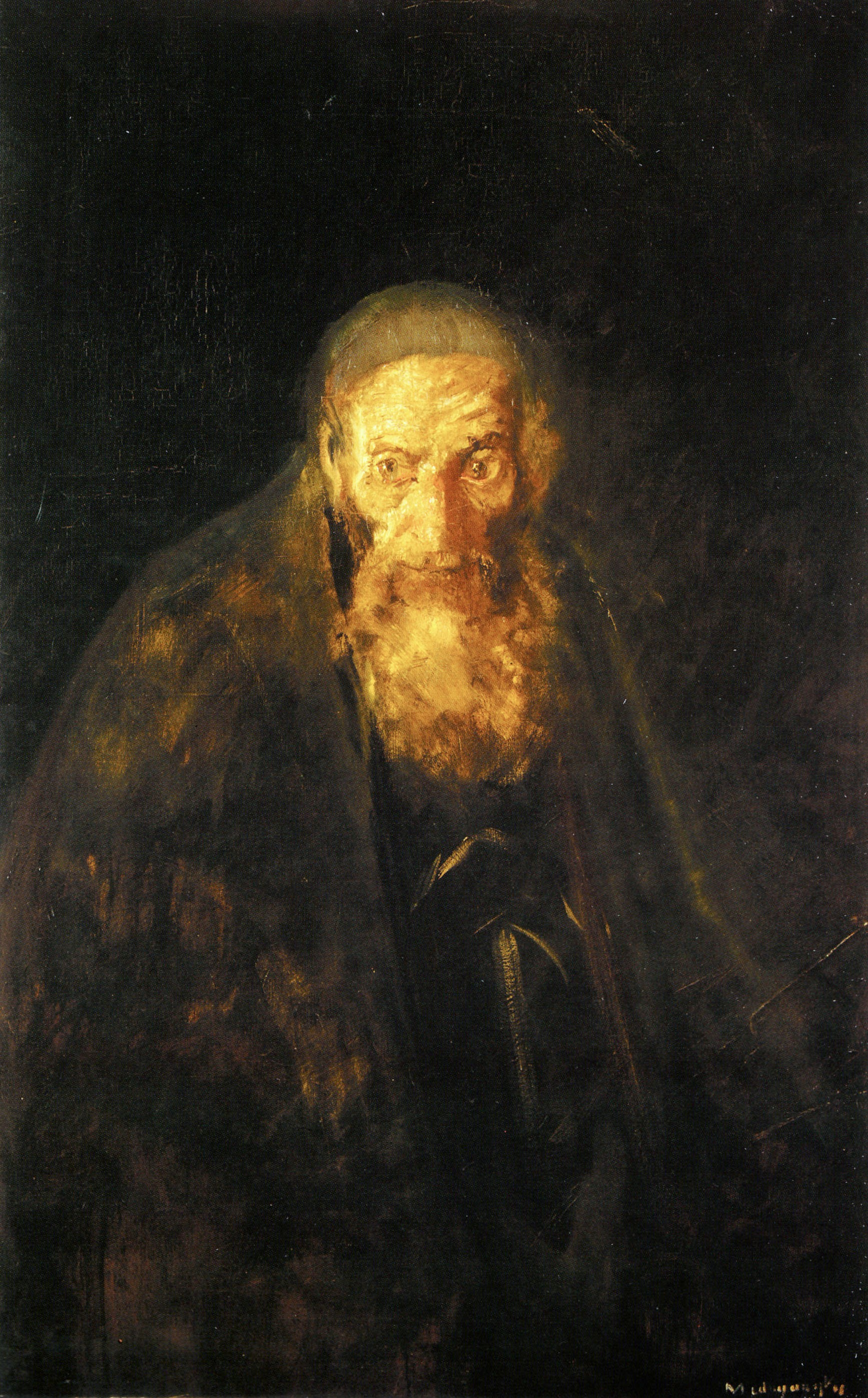
Shylock
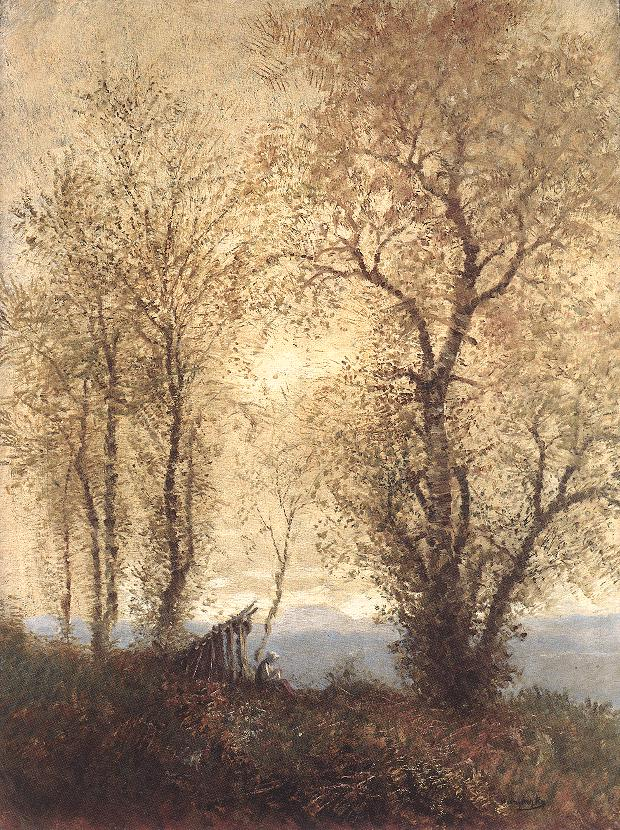
Landschaft im Herbst, um 1890
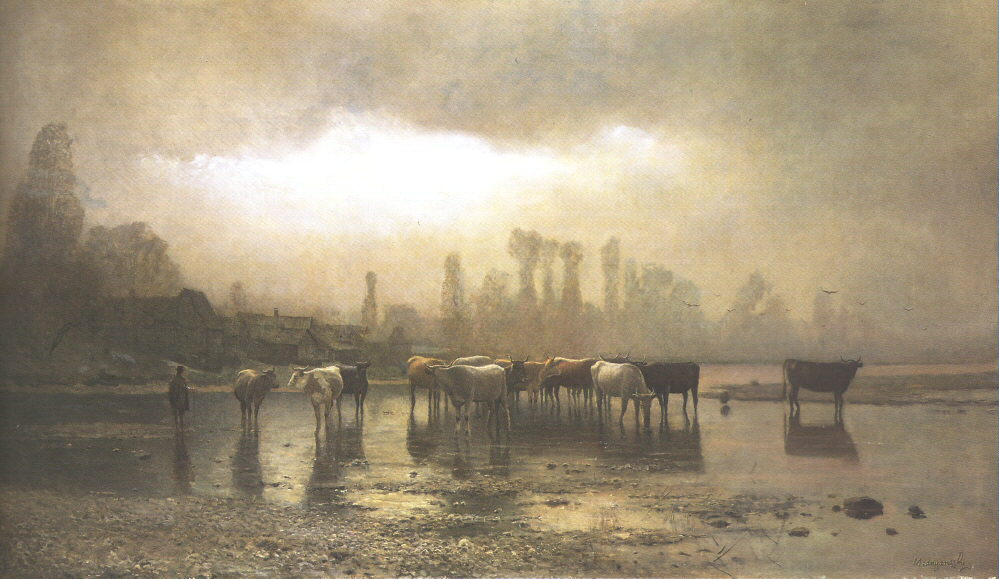
Rindertränke
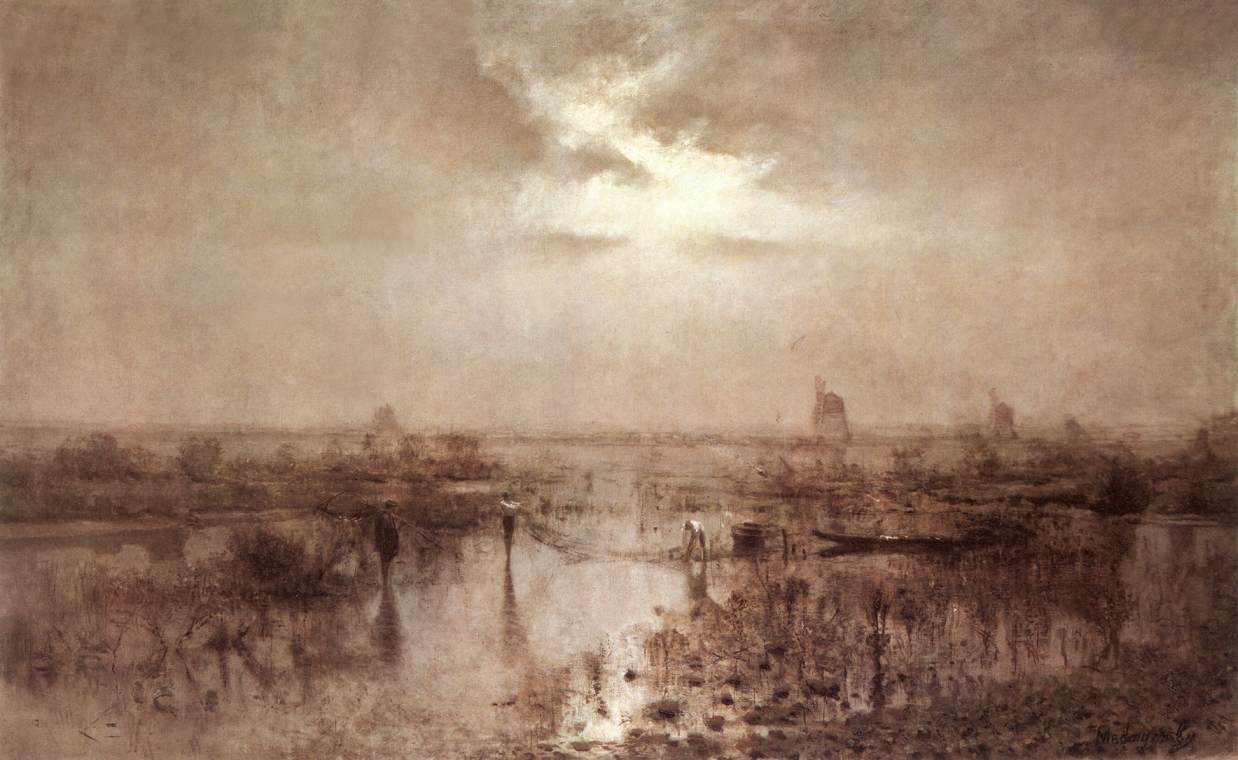
Fischer auf der Tisza
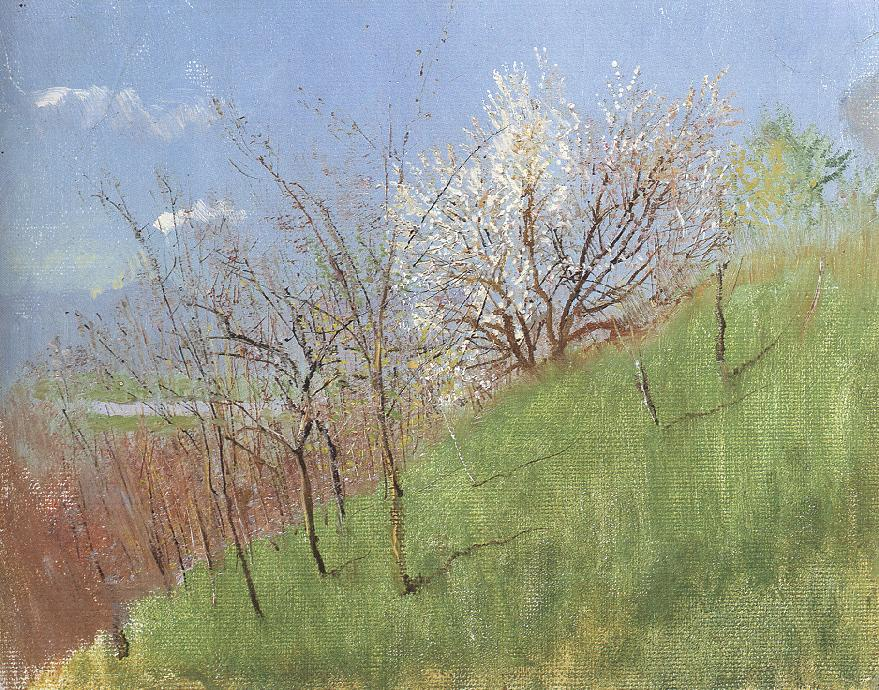
Hügel im Frühling, 1903/4
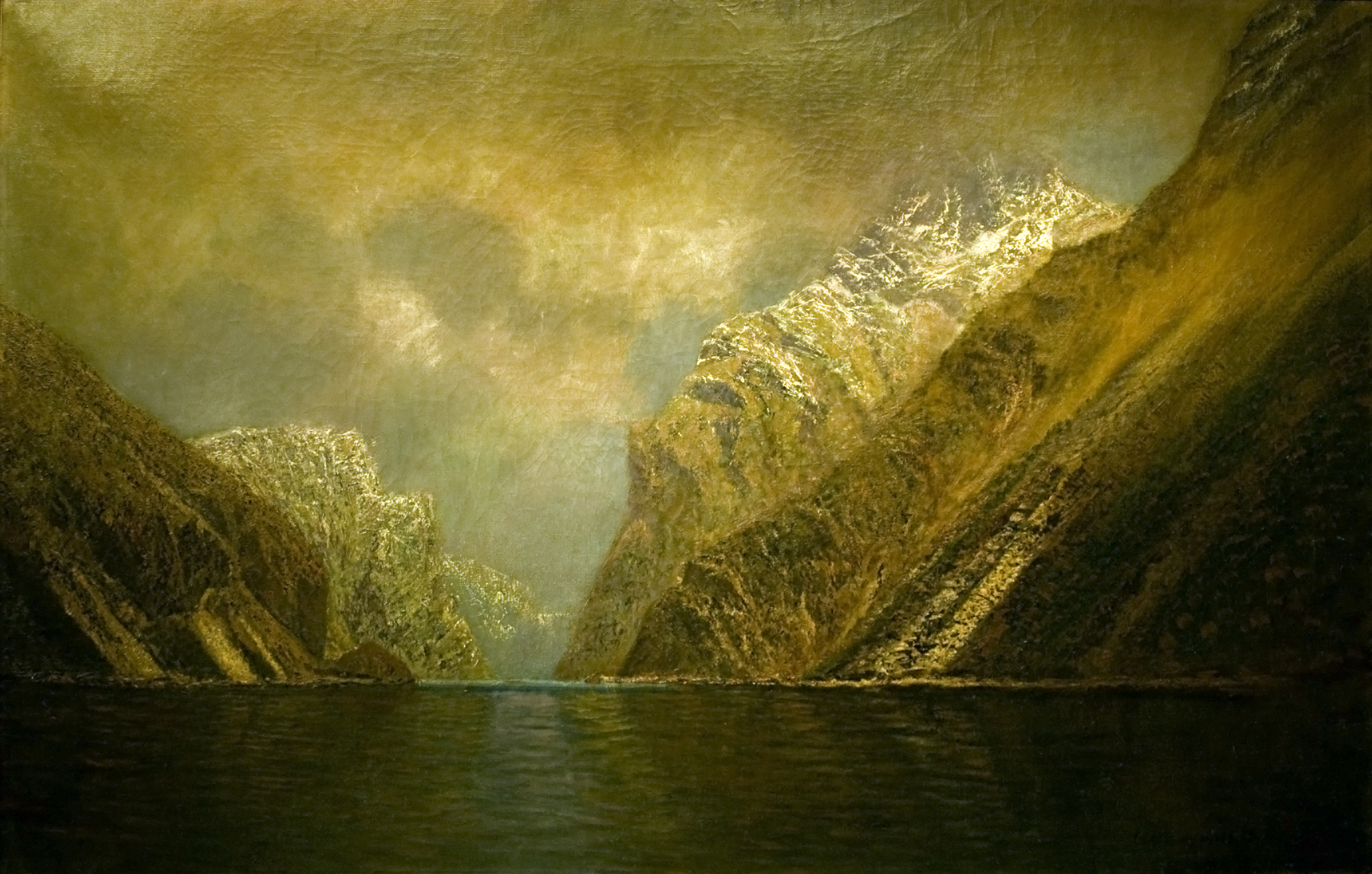
An der Eisernen Pforte
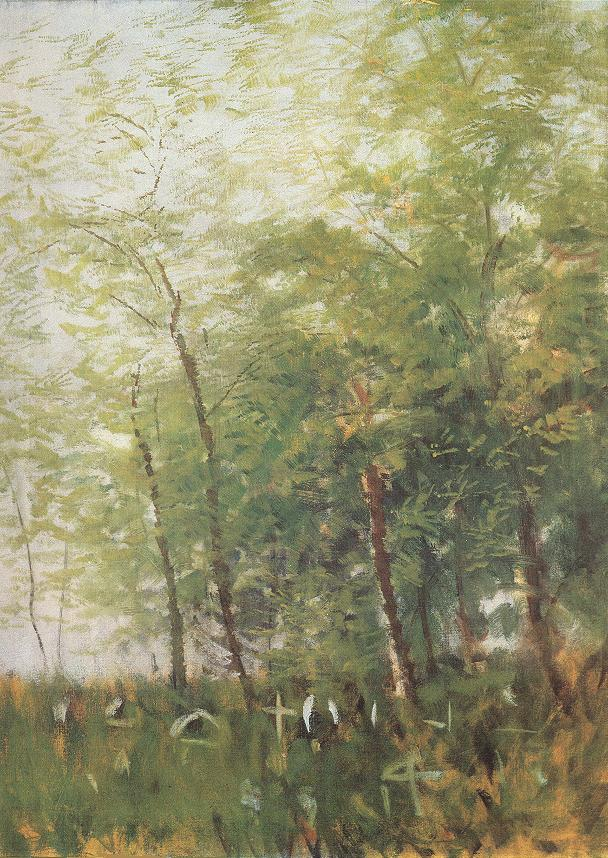
Waldrand mit Kreuzen 1914–1918